# Yoo Il-ho
Yoo Il-ho (유일호?, 柳一鎬LR; 30 marzo 1955) è un politico sudcoreano.

## Biografia
Fu primo ministro ad interim della Corea del Sud dall'11 maggio al 31 maggio 2017, in seguito alle dimissioni di Hwang Kyo-ahn.
In precedenza era stato anche ministro della Strategia e delle Finanze e vice primo ministro dal 13 gennaio 2016 al 9 giugno 2017.